# Franz Anton von Hallweil
Franz Anton Graf von Hallweil (~ 27. Juli 1702 in Pressburg; † 5. Januar 1779) war ein habsburgischer General und Hofkriegsrat.

## Leben
Johann Franz Anton Ignaz, Reichsgraf von Hallweil (Hallwyl), war der älteste Sohn des gemeinsam mit Kaiser Josef I. erzogenen Oberststabelmeisters Franz Michael Graf von Hallweil (1674–1749) und der Franziska Josepha von Areyzaga († 1720). Er wurde am 27. Juli 1702 in der Kollegiatkirche zu Pressburg getauft, wo sein Vater zu dieser Zeit ungarischer Kammerrat war.
In Wien aufgewachsen, schlug Graf Hallweil schon früh die militärische Laufbahn ein. 1727 wurde er Leutnant im Kürassierregiment Wolfenbüttel-Bevern, mit dem er im Polnischen Thronfolgekrieg kämpfte, später auch am Österreichischen Erbfolgekrieg teilnahm. 1738 erscheint er als Hauptmann im Dragonerregiment Prinz Eugens von Savoyen; fünf Jahre später war er Obristwachtmeister. 1747 rückte er zum Oberstleutnant auf und erhielt 1751 das Obersten-Patent zugleich mit dem Kommando des Regimentes Savoyen und wurde zum kaiserlichen Kammerherrn ernannt. Im März 1756 beförderte ihn Kaiserin Maria Theresia auf sein Gesuch hin zum Generalmajor (Generalfeldwachtmeister). Auch um Aufnahme in den Hofkriegsrat bemühte er sich, die ihm Maria Theresia, da keine Stelle frei war, ehrenhalber (ohne Entlohnung) verlieh. 1759 erscheint er als Präsident der Untersuchungskommissionen über die „Defension und Übergabe von Breslau“. 1764 ernannte ihn die Kaiserin zum Feldmarschallleutnant zu Pferd unter Beibehaltung des „bisherigen Gehaltes“. Erst fünf Jahre später erhielt er auf sein Gesuch hin die Hälfte der Feldmarschallgage. Am 23. Dezember 1770 ernannte ihn die Kaiserin zum „wirklichen geheimen Rath“, was ihm endlich ein standesgemäßes Gehalt und damit finanzielle Unabhängigkeit von seiner vermögenden Frau brachte, Maria Anna geborene Garelli (1717–1784), Tochter des Arztes Nicolo Pio de Garelli und Witwe des k. k. Hofkammerrats Leopold Gundakar Ritter von Suttner.
Graf Hallweils Haupttätigkeit blieb die Mitarbeit im Justizkollegium des Kriegsrates. Am 6. Juni 1772 übertrug ihm Kaiser Joseph II. in der Nachfolge des verstorbenen Feldmarschalls Baron von Krottendorf, die Oberaufsicht über das gesamte Invalidenwesen und ordnet an, dass ihm die ganze „charaktermäßige Gage“ des Militär-Invalidenamtes mit Quartiergeld zusammen mit dem bisherigen Gehalt auszuzahlen sei. Auch ernannte ihn der Kaiser zum „wirklich geheimen Rath“. Zuständig für das ganze Personal des Invalidenamtes, die verschiedenen Invalidenhäuser im ganzen Reich und das Pettauer Knabenhaus, führten ihn seine Visitationsreisen häufig von Wien weg. In seinen letzten Amts- und Lebensjahren musste Graf Hallweil mehrere längere krankheitsbedingte Urlaube nehmen. Von seiner letzten Krankheit erholte er sich nicht mehr; er starb am 5. Januar 1779.
Mit seinem Tod erlosch der österreichische Zweig der Familie Hallwyl im Mannesstamm. Sein einziges ihn überlebendes Kind, die Tochter Franziska Romana, heiratete 1775 unter skandalösen Umständen ihren entfernten Cousin Johann Abraham von Hallwil aus dem reformierten Aargauer Familienzweig.